# 1 Litre no Namida
1 Litre no Namida (1リットルの涙 Ichi ritoru no namida?), en español: 1 Litro de Lágrimas, es un trágico diario escrito por Aya Kitō (木藤亜也 Kitō Aya?, 1962 - 1988) y publicado poco antes de su fallecimiento.
El diario, una historia real sobre la base de su propia vida, está escrito en primera persona. Se trata de una niña que trata de hacer frente a su vida de adolescente junto con una enfermedad degenerativa (degeneración espinocerebral). Ella lleva un diario, no solo de lo que se ve incapaz de hacer día a día, sino de cómo se siente y cómo afrontará el futuro. Inicialmente, el objetivo del diario de Aya era ser una crónica de cómo la enfermedad estaba afectando su vida diaria, pero a medida que la enfermedad avanzaba, el diario se convirtió en la salida del Aya para describir las intensas luchas personales que tenía que afrontar, primeramente sobre adaptación, y en finalmente, tratando de sobrevivir a su enfermedad. Como se puede leer en una entrada, "escribo porque la escritura es la prueba de que todavía estoy viva."
La vida de Aya, reflejada en su diario, ha sido adaptada a un drama japonés de televisión titulado Un litro de lágrimas y a una película con el mismo nombre, aunque con un reparto completamente diferente al de la serie de televisión. También fue adaptada a televisión en Turquía bajo el título Bir Litre Gözyaşı.